# Open Broadcaster Software
是由開發的自由开源跨平台串流媒體和錄影程式。該程式支持Windows 10（1809）、MacOS 11以及Ubuntu 18.04以上的作業系統版本。

## 概述
OBS是一个用于录制和进行網路直播的自由开源软件套件。OBS使用C和C++语言编写，提供实时源和设备捕获、场景组成、编码、录制和广播。数据传输主要通过实时消息协议（RTMP）完成，可以发送到任何支持RTMP的軟體，包括YouTube、Twitch.tv、Instagram和Facebook等串流媒体网站。
在视频编码方面，OBS可以使用X264自由软件程序库、英特尔快速视频同步技术、Nvidia NVENC和AMD视频编码引擎将视频流编码为H.264/MPEG-4 AVC和H.265/HEVC格式。音频可以使用MP3或AAC编解码器进行编码。进阶用户可以选择使用Libavcodec/libavformat中的任何编解码器和容器，也可以将流输出到自定义FFmpeg URL。

## 用户界面
主用户界面分为五个部分：场景、来源、混音器、场景过渡和控件。场景是一组源，如实时和录制的视频、文本和音频。混音器面板允许用户静音，并通过虚拟faders调整音量，并通过按下静音按钮旁边的齿轮来应用效果。控件面板有开始推流、开始录制、工作室（Studio）模式、设置、退出这些按钮。上半部分是实时视频预览，用于监控和编辑当前场景。根据用户的喜好，用户界面可以切换到暗主题或亮主题。
在工作室（Studio）模式下，有两个场景预览窗口，左边是修改和预览非活动场景的窗口，右边是预览活动场景的窗口。在中间有一个二级转换按钮，允许转换到左边窗口中的非活动场景。
在網路上有一些简单的教程，展示了如何使用Open Broadcaster Software。

## 历史
Open Broadcaster Software最初是由Hugh "Jim" Bailey開發的一个小軟體，但在许多合作者的帮助下迅速发展，这些合作者致力于改进OBS并传播有关该项目的知识。2014年，为了支持多平台、更全面的特性集和更强大的API，开发团队开始了一个被称为OBS Multiplatform（后来更名为OBS Studio）的新版本。从OBS Studio的v18.0.1开始，OBS Classic不再受支持，因为前者的功能与后者几乎完全相同，但Classic的下载仍然可用。2022 年 3 月，OBS 在 Windows 和 Mac 版 Steam 上发布。

## 插件
Open Broadcaster Software支持各种插件来扩展其功能。插件作为本地代码DLL文件加载，尽管可以使用包装库插件来托管在.NET框架中编写的插件。

## 商標
Open Broadcaster Software的商標與美國運輸部（United States Department of Transportation）的部徽相似。